# Schloss Hasperde

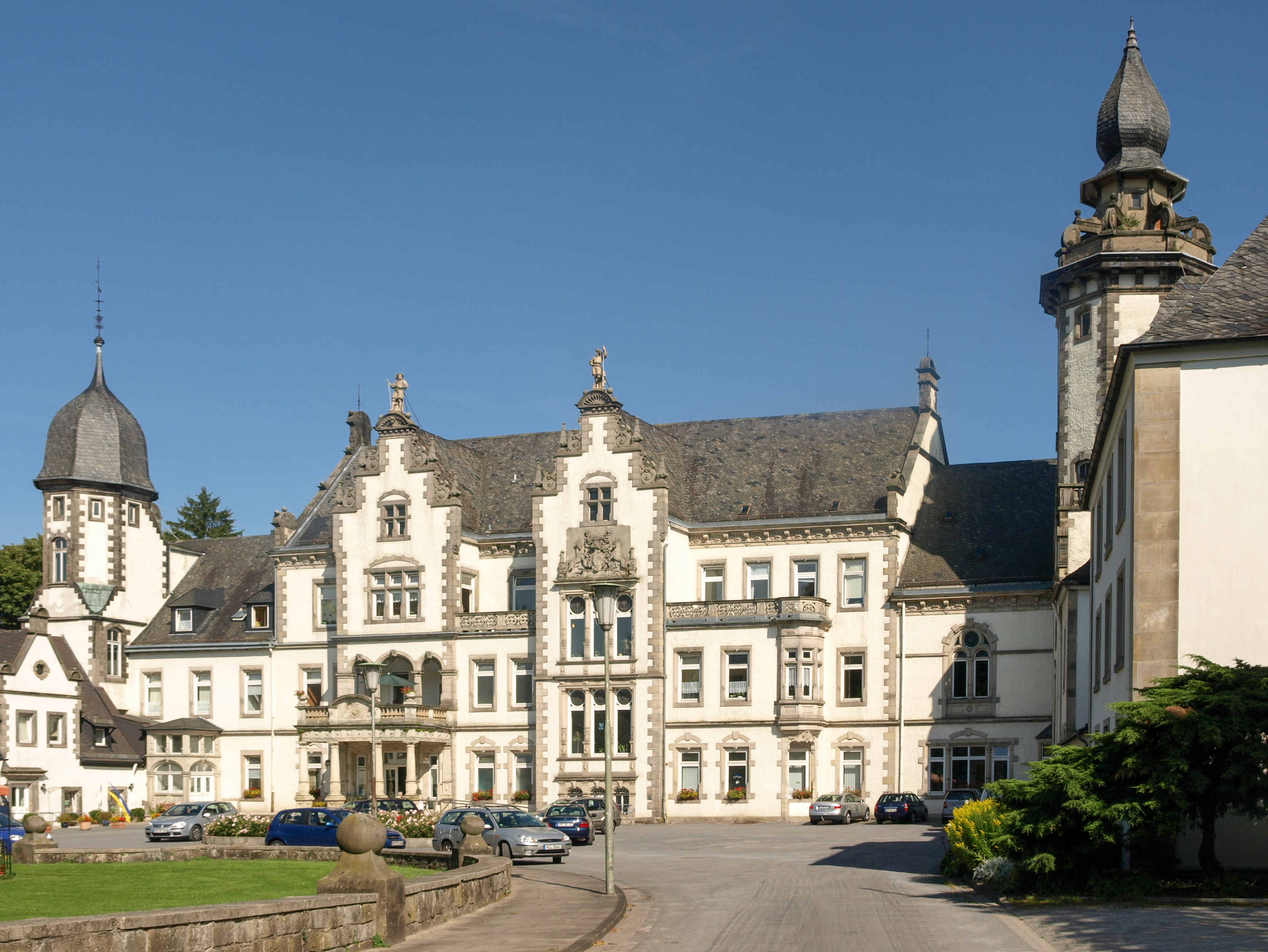
Schloss Hasperde

Schloss Hasperde ist ein im Jahre 1675 im Stil der Renaissance erbautes Schloss in Hasperde im niedersächsischen Landkreis Hameln-Pyrmont. Die heute als Seniorenheim genutzte Schlossanlage gilt als Wahrzeichen des Ortes. Sie ist von einem Park mit botanischen Besonderheiten umgeben.

## Beschreibung
Der kurze Nordflügel des Schlosses stammt im Kern von 1675. Der lange zweigeschossige Ostflügel ist das Herrenhaus, das aus der Zeit um 1700 stammt. Der südliche Flügel entstand im 18. Jahrhundert.

## Geschichte

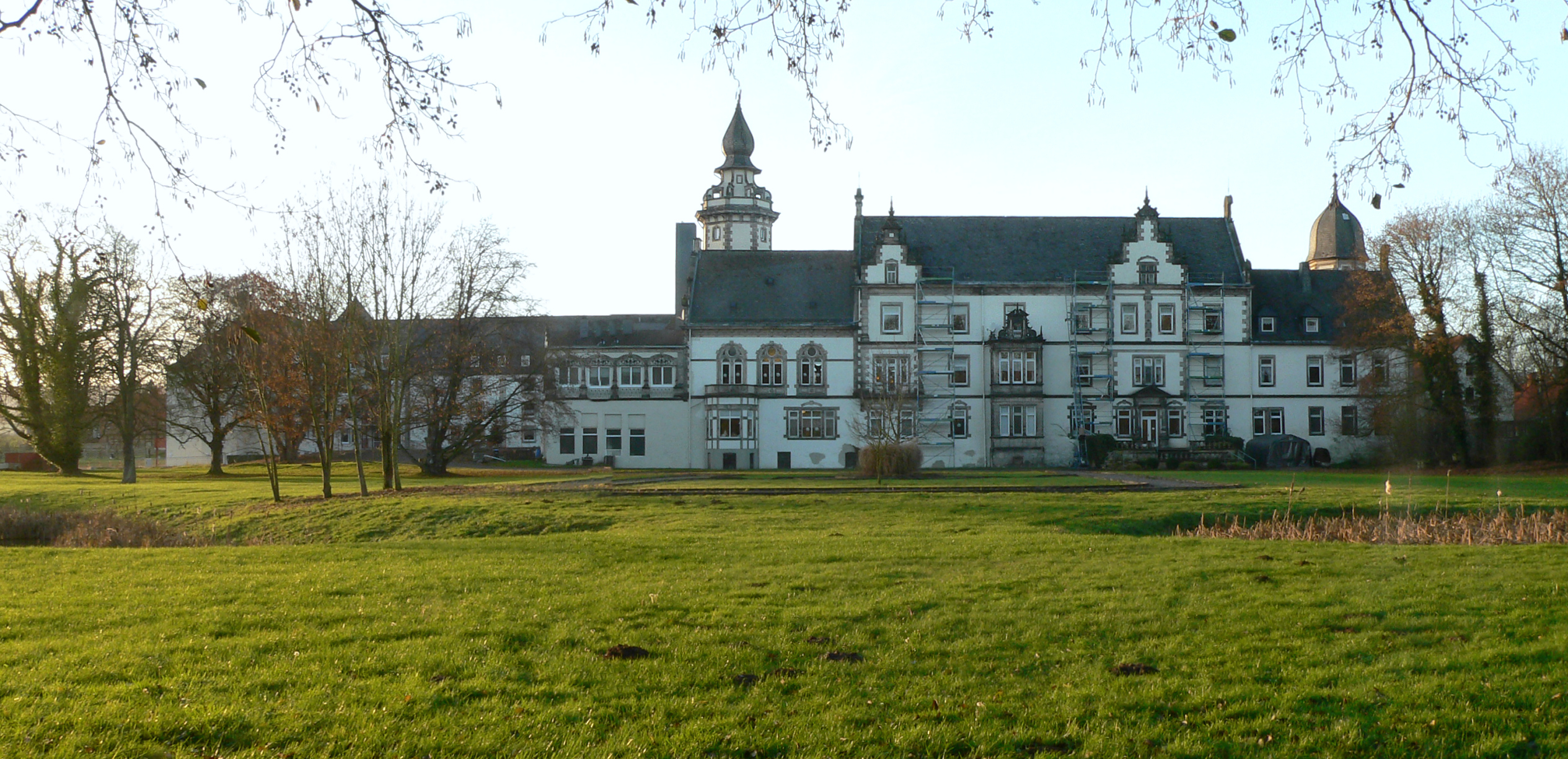
Blick vom Park auf das Schloss

Über die frühe Geschichte von Schloss Hasperde ist wenig bekannt. Im Lauf der Geschichte hatten die von Lenthe und die von Eddingerode hier Besitzrechte. Außerdem sind die Familien von Hammerstein-Equord sowie ab 1675 die Freiherren von Kipe nachgewiesen. Durch die 1775 geschlossene Ehe der Amalie Ernestine von Kipe (1748–1825) mit Freiherrn Adolf Christoph von Hake auf Diedersen, einem späteren General der Infanterie, kam das Gut an diese Familie. Ihr Sohn, Oberforstmeister Christoph Friedrich VI. Freiherr von Hake, ließ den Schlosspark anlegen.
Otto Freiherr von Hake ließ das dreigeschossige Herrenhaus mit zwei niedrigeren Flügeln von 1883 bis 1893 durch den hannoverschen Architekten August Lingemann im historisierenden Stil umbauen. Daraus entstand eine Dreiflügelanlage im Stil der Neorenaissance mit Türmchen und Zwerchhäusern. Seine Ehefrau Marie Freifrau von Hake, geb. Freiin von Brentano, ließ ihre Kinder katholisch erziehen und errichtete daher eine Schlosskapelle, in der 1896 die erste Heilige Messe gefeiert wurde. Kirchenrechtlich erhielt sie den Status einer Kaplanei und unterstand der Pfarrei St. Clemens in Hannover. Die Schlosskapelle wirkte als katholische Missionsstation im Gebiet zwischen Hannover und Hameln und bildete die Keimzelle der katholischen Pfarreien Bad Münder und Springe.
Das von 1881 bis 1884 ebenfalls von Otto von Hake errichtete Mausoleum befindet sich am südlichen Rand des Parks. Es handelt sich um einen polygonalen Zentralbau mit offener Ringhalle. Die breite Freitreppe verleiht dem Bau ein monumentales Aussehen.
Das Schloss wurde 1943 verkauft. Zunächst fanden Flüchtlinge darin Unterkunft, anschließend zog eine Reichsbahn- bzw. Bundesbahnschule (bis 1983) ein. Anfang der 1990er Jahre diente das Gebäude als Wohnheim für jüdische Kontingentflüchtlinge aus der (ehemaligen) Sowjetunion, seit 1996 erfolgt eine Nutzung als Altenheim. Das Rittergut wechselte im Erbgang an die Grafen Adelmann von Adelmannsfelden, die es noch bewirtschaften und ein 1952 vom Pyrmonter Architekten Eugen Kube neu errichtetes Herrenhaus bewohnen.

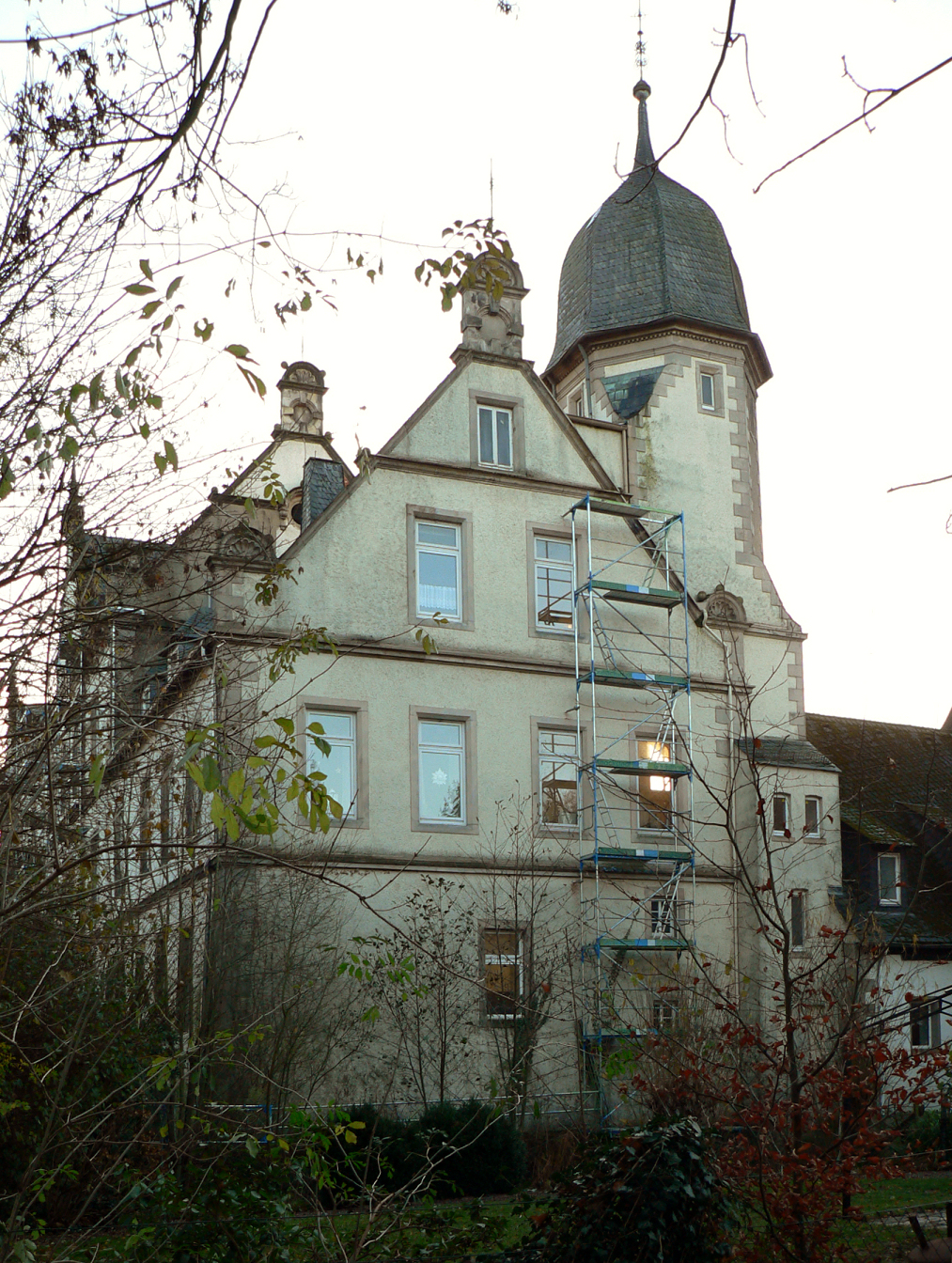
Seitenansicht
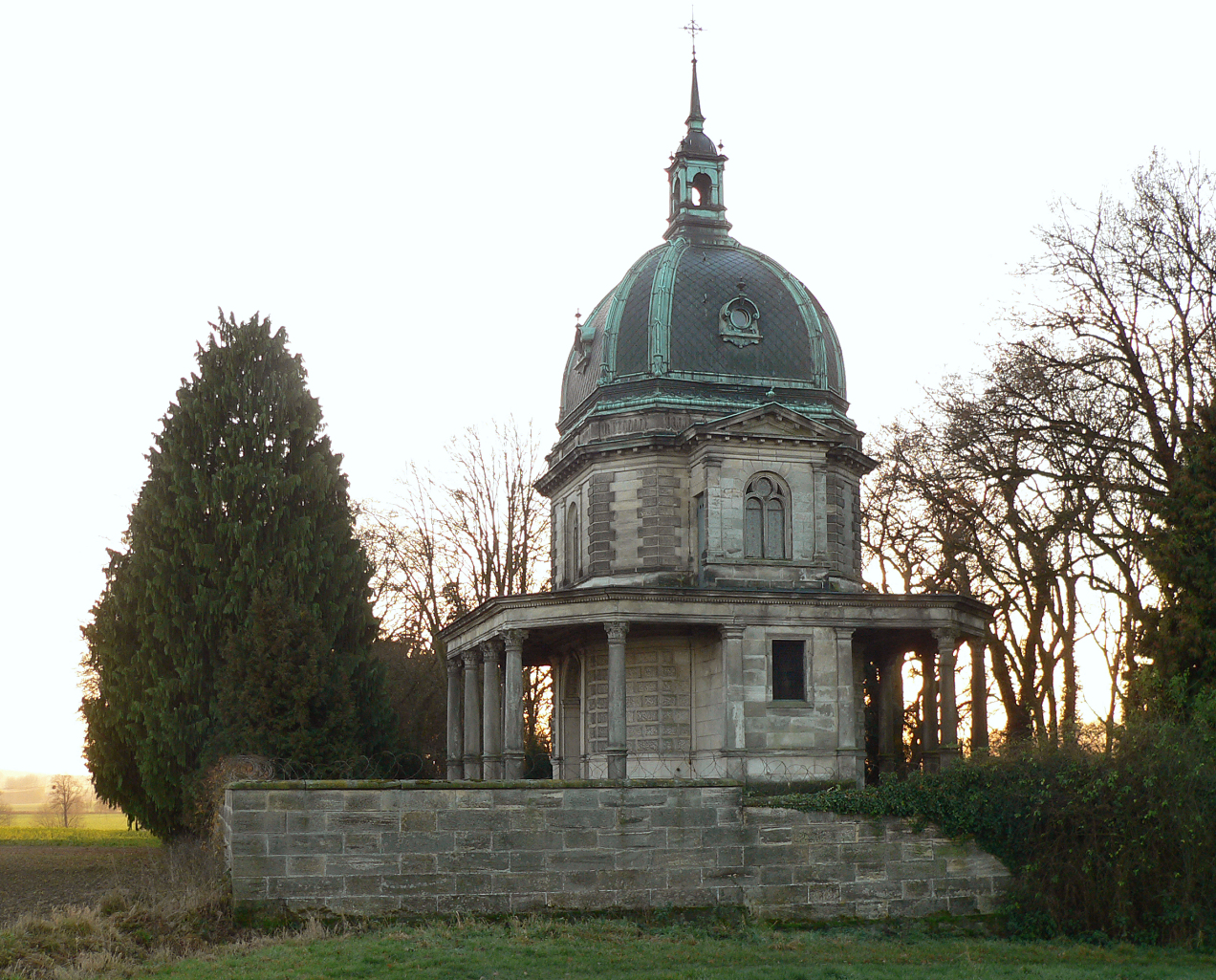
Das Mausoleum
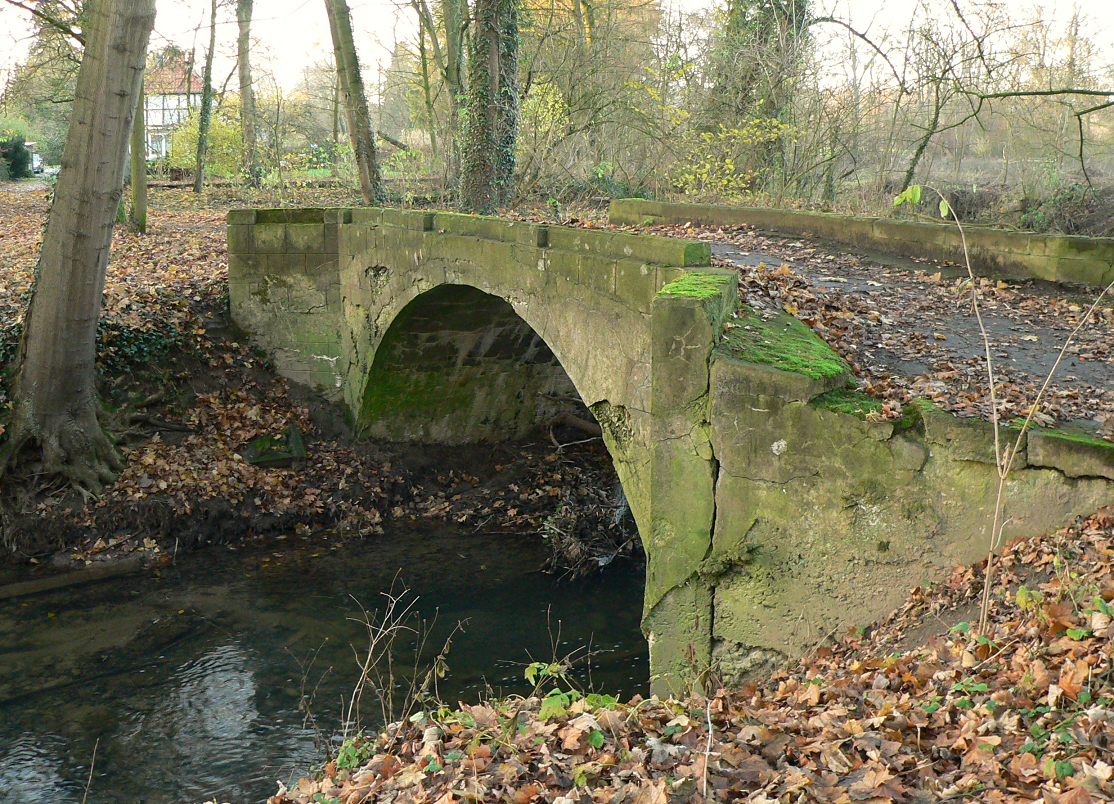
Brücke im Schlosspark